# Болезнь Гирке
Болезнь Гирке — гликогеноз (гликогеновая болезнь, гепато-нефромегальный гликогеноз I типа), вызванная недостаточностью глюкозо-6-фосфатазы. Заболевание описано в 1929 г. немецким патологом Эдгаром фон Гирке (1877—1945). Распространенность патологии достигает 1:200 000, одинаково часто встречается у детей обоих полов.
Недостаточность этого фермента приводит к невозможности превращения глюкозо-6-фосфата в глюкозу, что сопровождается накоплением гликогена в печени и почках. Болезнь Гирке характеризуется генетически обусловленной почти полной неспособностью клеток продуцировать глюкозо-6-фосфатазу — ключевой фермент как гликогенолиза, так и глюконеогенеза. Болезнь наследуется по аутосомно-рецессивному типу. Поступление глюкозы в организм с пищей, являющееся нормальным возмещающим процессом, в принципе даёт возможность поддерживать в крови нормальный уровень глюкозы, однако для этого поступление пищи, содержащей глюкозу, должно быть практически непрерывным. В реальных условиях существования, то есть при отсутствии непрерывного поступления глюкозы, в здоровом организме депонируется и при необходимости используется гликоген, образующийся при её полимеризации.
При болезни Гирке сохраняется способность к преобразованию глюкозы в гликоген и депонированию последнего в тканях различных органов, в основном печени. Однако теряется способность к обратному процессу при уменьшении в крови концентрации глюкозы — к обратному переходу гликогена в глюкозу. Таким образом, физиологически трансформация глюкозы в гликоген оказывается противоестественным процессом, который в конечном итоге не только не приносит организму пользу, но и становится причиной дополнительных серьёзных патологических явлений. Рассмотрим теперь причинно-следственную модель болезни Гирке.
Первичное нарушение происходит на генетическом уровне. Оно состоит в полной или почти полной неспособности клеток продуцировать глюкозо-6-фосфатазу, обеспечивающую отщепление свободной глюкозы от глюкозо-6-фосфата. В результате этого гликогенолиз прерывается на уровне глюкозо-6-фосфата и дальше не идёт. Дефосфорилирование с участием глюкозо-6-фосфатазы является ключевой реакцией не только гликогенолиза, но и глюконеогенеза, который, таким образом, при болезни Гирке также прерывается на уровне глюкозо-6-фосфата. Возникновение устойчивой гипогликемии, которая в реальных условиях неизбежна из-за непоступления в кровь глюкозы как конечного продукта гликогенолиза и глюконеогенеза, приводит к постоянной повышенной секреции глюкагона как стимулятора гликогенолиза. Глюкагон, однако, в условиях прерывания этого процесса способен лишь без пользы для организма непрерывно стимулировать его начальные стадии.
Лечение заболевания направлено на поддержание стабильного уровня глюкозы в крови соответствующего текущим потребностям организма.